# Cephalorchis sussana
Cephalorchis sussana är en orkidéart som beskrevs av Francisco María Vázquez. Cephalorchis sussana ingår i släktet Cephalorchis och familjen orkidéer.
Artens utbredningsområde är Spanien. Inga underarter finns listade i Catalogue of Life.